# Bułgaria na Zimowych Igrzyskach Olimpijskich 1972
Bułgarię na Zimowych Igrzyskach Olimpijskich 1972 reprezentowało 4 zawodników.

## Reprezentanci

### Narciarstwo alpejskie
Mężczyźni
- Iwan Penew
  - zjazd – 40. miejsce
  - gigant slalom – 32. miejsce
  - slalom – 27. miejsce

- Resmi Resmiew
  - zjazd – 45. miejsce
  - gigant slalom – 37. miejsce
  - slalom – 29. miejsce

### Biegi narciarskie
Mężczyźni
- Petyr Pankow
  - bieg na 15 km – 47. miejsce
  - bieg na 30 km – 39. miejsce
  - bieg na 50 km – 28. miejsce

- Wencesław Stojanow
  - bieg na 15 km – 53. miejsce
  - bieg na 30 km – 46. miejsce
  - bieg na 50 km – nie ukończył